# Monte Sant'Angelo a Tre Pizzi
Il Monte Sant'Angelo a Tre Pizzi è la cima più alta dell'Antiappennino Campano ed è situata nel comune di Pimonte. Da essa si può godere un'ottima vista delle città principali: Capua, Caserta, Santa Maria Capua Vetere e anche della catena montuosa del Matese.
Il suo nome prende dalle tre cime che fanno sembrare tre pizzi o anche una corona.